# Pedro de Medina

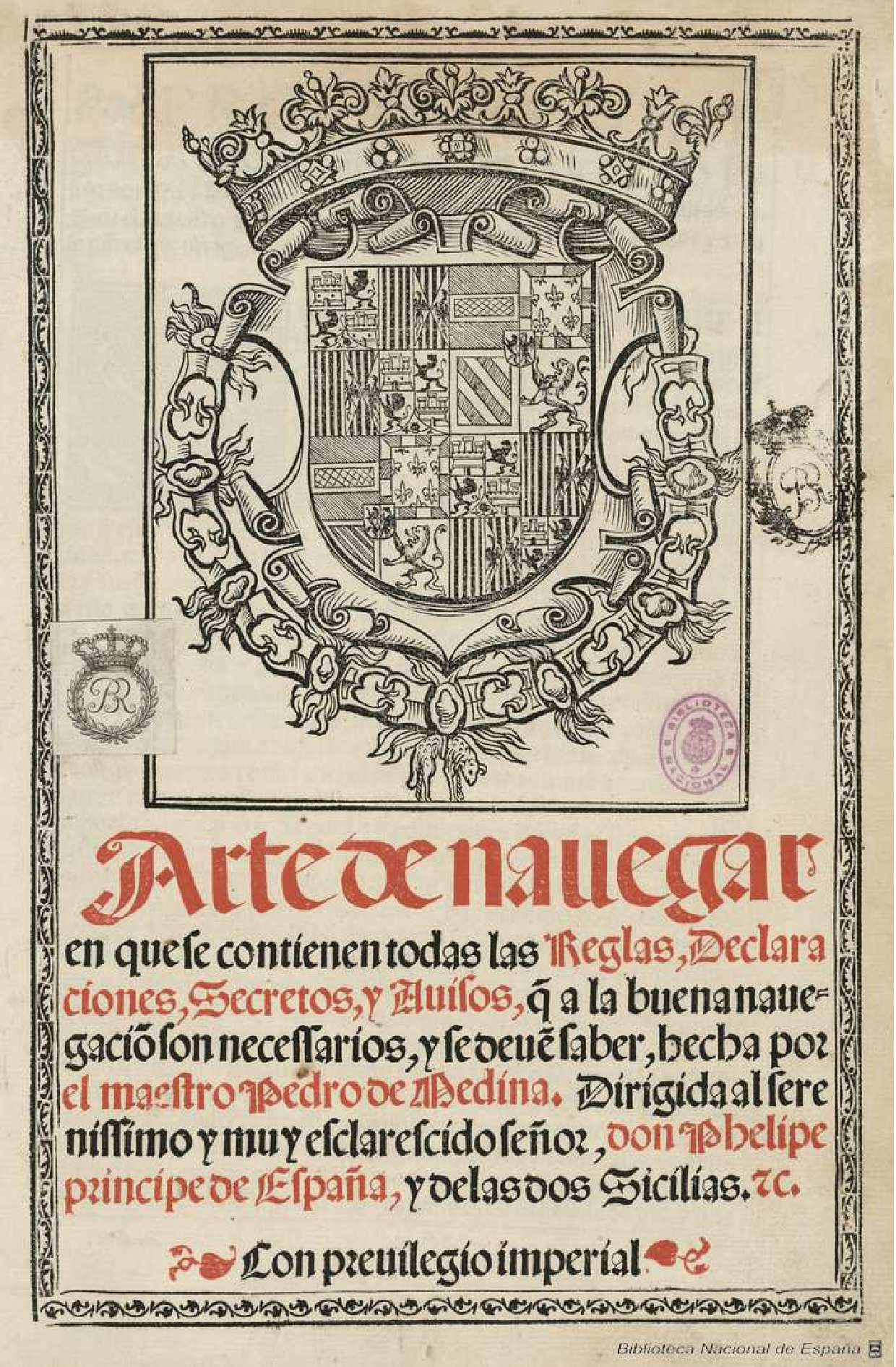
Arte de navegar, de Pedro de Medina, 1545.

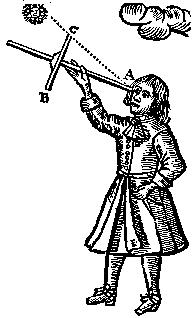
Gravura inspirada na obra de Medina que representa a balestilha, um instrumento goniométrico para medir a altura dos astros.

Pedro de Medina (1493 – Sevilha, 1567) foi um matemático, geógrafo, cartógrafo, astrônomo, historiador e polígrafo espanhol do renascimento. Sua obra Arte de navegar (1545) foi o primeiro livro sobre esta matéria na Europa e influenciou Pedro Nunes e Michel Coignet.

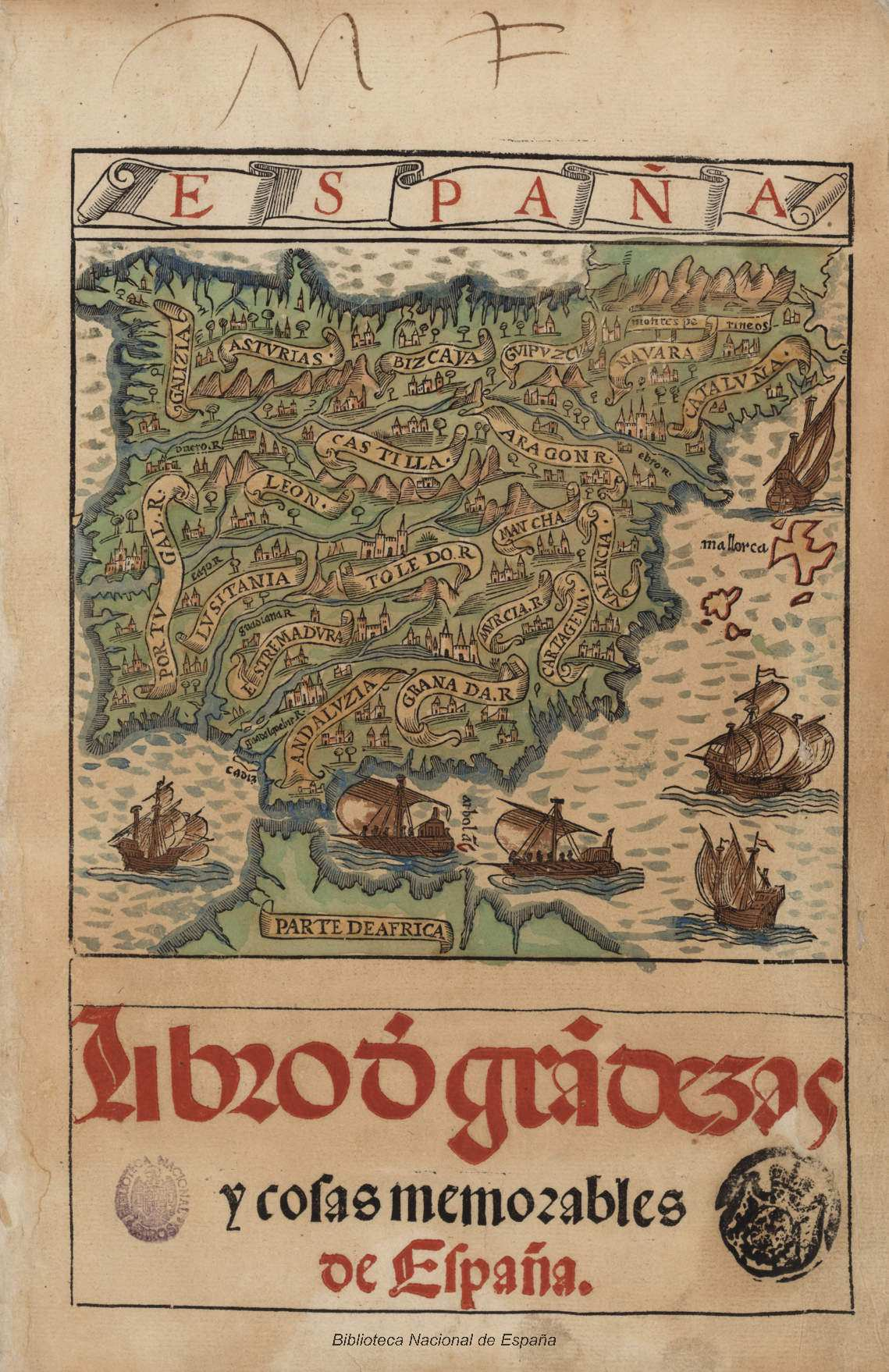
Livro de grandezas e coisas memoráveis da Espanha, de Pedro de Medina, 1548.

## Obras
- Obras. Libro de las grandezas y cosas memorables de España. Libro de la verdad, ed. de Ángel González Palencia, Madrid: CSIC, 1944.
- Libro de Cosmografía (1538)
- Arte de navegar en que se contienen todas las reglas, declaraciones, secretos y auisos a que la buena navegación son necessarios, y se deuen saber hecha por el maestro Pedro de Medina, Valladolid, en casa de Francisco Fernández de Córdoba, 1545, muy reimpreso y traducido. Hay facsímil de Madrid: Patronato del Inst. Nacional del Libro Español, 1945, y una edición electrónica facsímil en Obras clásicas de Náutica y Navegación, Madrid, Fundación Histórica Tavera, 1998, CD-Rom.
- Libro de grandezas y cosas memorables de España. Agora nuevo fecho y recopilado por el Maestro Pedro de Medina vezino de Sevilla, Sevilla, Dominico de Robertis, 1548. Hay facsímil: Madrid, Instituto de España y Biblioteca Nacional, 1994, acompañada de introducción en separata de M.ª del Pilar Cuesta Domingo; y otra de Maxtor de la edición alcalaína de 1666 por Pedro de Robles y Juan de Villanueva. Ampliado y reeditado en 1595 por Diego Pérez de Mesa: Primera y segunda parte de las Grandezas y cosas notables de España, en casa de Juan Gracián, 1595. disponible a Google books
- Crónica de España (Sevilla, 1548)
- Libro de la verdad, donde se contienen dozientos dialogos que entre la verdad y el hombre se contractan sobre la conuersion del pecador, Sevilla, 1549). Está incluido en las Obras de 1944.
- Regimiento de navegación, en que se contienen las reglas, declaraciones y avisos del libro del Arte de navegar, Sevilla: Juan Canella, 1 de diciembre de 1552.
- Suma de Cosmographia, manuscrito inédito de 1561. Hay ediciones modernas: la facsímil de Sevilla, Excma Diputación Provincial Patronato de Cultura, 1947; la de Valencia: Albatros, 1980, al cuidado de J. Fernández Jiménez, y la de lujo en dos volúmenes de Madrid: Grial, 1999 con introducción de Ana García Herráez.
- Hispaniae Tabula Geographica (Sevilla, 1560).
- Crónica de los excelentes señores duques de Medina Sidonia (1561).
- Regimiento de navegación compuesto por el maestro Pedro de Medina. Contiene las cosas que los pilotos han de saber para bien navegar: y los remedios y avisos que han de tener para los peligros que navegando les pueden suceder, Sevilla: en las casas de Simón Carpintero, 1563. Hay edición moderna: Regimiento de navegación. Compuesto por el Maestro Pedro de Medina (1563). Ahora nuevamente publicado por el Instituto de España en edición facsímile. 2 Tomos: Original y Transcripción Madrid, Instituto de España, 1964, 2 vols.